# John Sibley
Pour les articles homonymes, voir Sibley.
John Sibley est un animateur et réalisateur américain (1912-1973). Il a travaillé pour les studios Disney toute sa carrière de 1941 à sa mort.

## Filmographie
- 1941 : Le Dragon récalcitrant
- 1941 : Leçon de ski
- 1942 : Der Fuehrer's Face
- 1942 : Saludos Amigos
- 1943 : Victoire dans les airs
- 1944 : Les Trois Caballeros
- 1945 : La Chasse au tigre (Tiger Trouble)
- 1945 : En route pour l'Ouest (Californy 'er Bust)
- 1945 : Imagination débordante (Duck Pimples)
- 1945 : La Castagne (Hockey Homicide)
- 1946 : La Boîte à musique
- 1946 : Casey at the Bat
- 1946 : Double Dribble
- 1947 : Coquin de printemps animation des personnages
- 1948 : Pecos Bill
- 1948 : Ils sont partis (They're Off)
- 1948 : Dingo et Dolorès (The Big Wash)
- 1948 : Mélodie Cocktail animation des personnages
- 1949 : Sea Salts
- 1949 : Dingo joue au tennis (Tennis Racquet)
- 1949 : Dingo fait de la gymnastique (Goofy Gymnastics)
- 1949 : Le Crapaud et le Maître d'école
- 1950 : Automaboule (Motor Mania)
- 1950 : Donald pêcheur (Hook, Lion and Sinker)
- 1950 : Le petit oiseau va sortir (Hold That Pose)
- 1951 : Dingo et le Lion (Lion Down)
- 1951 : Dingo architecte (Home Made Home)
- 1951 : Guerre froide (Cold War)
- 1951 : On jeûnera demain (Tomorrow We Diet!)
- 1951 : Vive la fortune (Get Rich Quick)
- 1951 : Papa Dingo (Fathers Are People)
- 1951 : Défense de fumer
- 1952 : Papa, c'est un lion (Father's Lion)
- 1952 : Tout doux, toutou (Man's Best Friend)
- 1952 : Dingo cow-boy (Two Gun Goofy)
- 1952 : Dingo en vacances (Two Weeks Vacation)
- 1952 : Dingo détective (How to Be a Detective)
- 1953 : Papa est de sortie
- 1953 : Dingo toréador
- 1953 : Le Week-end de papa (Father's Week-end)
- 1953 : L'Art de la danse (How to Dance)
- 1953 : Football Now and Then
- 1954 : L'Agenda de Donald (Donald's Diary)
- 1954 : Pigs Is Pigs
- 1954 : Casey Bats Again
- 1954 : Donald visite le Grand Canyon (Grand Canyonscope)
- 1955 : No Hunting
- 1955 : La Belle et le Clochard animation des personnages
- 1956 : Chips Ahoy
- 1956 : Humphrey va à la pêche (Hooked Bear)
- 1956 : In the Bag
- 1957 : The Story of Anyburg U.S.A.
- 1958 : Le Crapaud et le Maître d'école
- 1958 : Paul Bunyan
- 1959 : La Belle au bois dormant  animation des personnages
- 1959 : Donald au pays des mathémagiques
- 1960 : Goliath II animation des personnages
- 1961 : Les 101 Dalmatiens animation des personnages
- 1961 : The Litterbug
- 1961 : Dingo fait de la natation (Aquamania)
- 1963 : Merlin l'Enchanteur animation des personnages
- 1977 : Les Aventures de Winnie l'ourson

### Pour la télévision
- Disneyland 12 épisodes 1955-1968)
  - 1955 : Cavalcade of Songs (acteur, 16 février 1955)
  - 1955 : Man in Space (9 mars 1955)
  - 1955 : Adventures of Mickey Mouse (12 octobre 1955)
  - 1956 : On Vacation (7 mars 1956)
  - 1957 : Disneyland, the Park/Pecos Bill (3 avril 1957)
  - 1957 : Four Fabulous Characters (18 septembre 1957)
  - 1961 : A Salute to Father (22 January 1961)
  - 1961 : The Hunting Instinct (22 octobre 1961)
  - 1961 : Inside Donald Duck (5 novembre 1961)
  - 1961 : Holiday for Henpecked Husbands (26 novembre 1961)
  - 1962 : Man Is His Own Worst Enemy (21 octobre 1962)
  - 1964 : In Shape with Von Drake (22 mars 1964)
  - 1968 : The Ranger of Brownstone (17 mars 1968)